# Albert Limbach
Albert Limbach (geboren am 10. Juni 1838; gestorben am 3. März 1898 in Braunschweig) war ein deutscher Schriftsetzer, Verleger, Herausgeber und Druckereibesitzer.

## Leben und Wirken
Limbach gründete am 1. Juli 1865 gemeinsam mit dem Drucker und Stereotypengießer Albert Berglein in einem Gebäude in der Stobenstraße 14 in Braunschweig eine Druckerei unter dem Namen „Berglein und Limbach“. Hier fertigten sie zunächst fast ausschließlich Akzidenzen an. 1867 gaben sie kurzzeitig die Zeitung Braunschweiger Reform heraus. Zu den Werken aus dieser Druckerei gehörten unter anderem Schriften zum „Herzoglich Braunschweigischen Truppencorps“, Berichte über die „Höhere Töchterschule“, Firmenschriften oder zum „Arbeitertag für Braunschweig und die weitere Umgegend“ der am 21. Juli 1867 stattfand. Zudem wurden Flugblätter für die Sozialdemokratische Arbeiterpartei in der Region Braunschweig gedruckt.
Berglein schied am 1. Juli 1870 aus dem Unternehmen aus und gründete eine Papierhandlung. Limbach erwarb ein Grundstück in der Leopoldstraße 13 und zog im März 1877 dorthin um. Hier konnte er seine Druckerei weiter ausbauen. Er nahm mit dem Kaufmann Otto Damm einen neuen Geschäftspartner auf und gemeinsam gaben sie vom 1. Dezember 1880 an die täglich erscheinenden Braunschweigische Landeszeitung heraus, was zu einem Aufschwung führte, mit der Herausgabe des Braunschweiger Stadt-Anzeigers seit dem 7. November 1886 wurde ein erneuter Umzug erforderlich, da die Räumlichkeiten nicht mehr ausreichten, um den Druck zu bewerkstelligen. Da dieser in einer Auflage von annähernd 20.000 Stück erschien. Zunächst waren zwei Doppelmaschinen angeschafft worden, die jedoch zu langsam waren, so dass zusätzlich eine Rundmaschine aufgestellt werden sollte. Das Grundstück Hutfiltern 8 wurde erworben und dort ein Neubau errichtet, an dessen Vorderseite in zwei Nischen Standbilder von Johannes Gutenberg und Friedrich Koenig zu sehen waren. Am 10. November 1887 wurde das gesamte Geschäft dorthin verlagert. Die neu angeschafften Dampfmaschinen lieferten Strom für die Maschinen und die Beleuchtung sämtlicher Geschäftsräume sowie des benachbarten Häuserblocks. Als Otto Damm verstarb, nahm Limbach am 5. Mai 1889 den Kaufmann Adolf Bodenburg zum Teilhaber. Die Schriftgrade für den Akzidenzdruck wurde im Juni 1890 auf das System von Hermann Berthold umgegossen, die Zeitungsabteilung war bereits im November 1887 nach diesem System eingerichtet worden.
| Ausstattung der Druckerei um 1890 | Ausstattung der Druckerei um 1890 | Zeitschriften/Drucke neben Akzidenzen |
| --- | --- | --- |

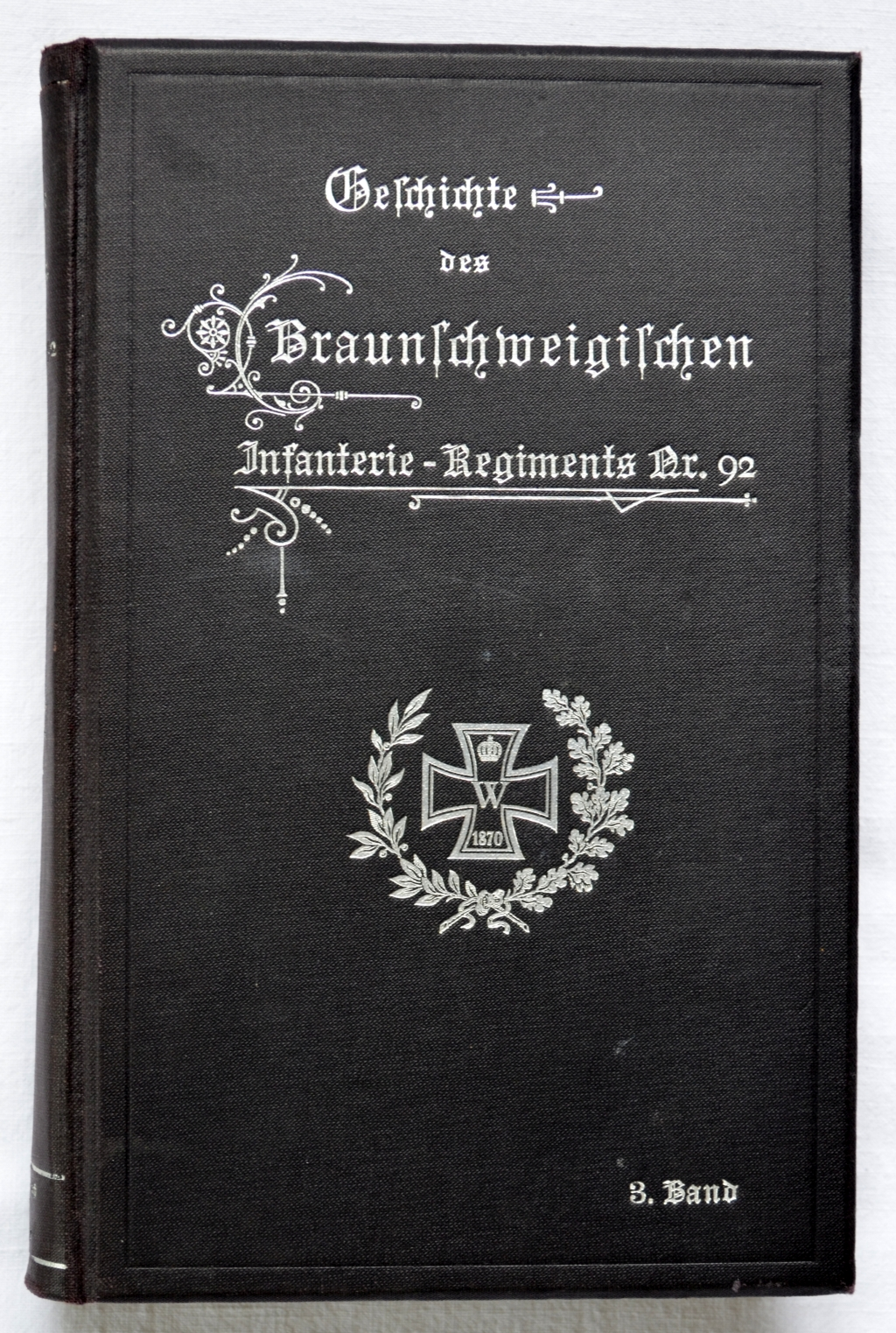
Buch aus der Druckerei Albert Limbach: Geschichte des Braunschweigischen Infanterie-Regiments Nr. 92

| Maschinen: - 1 Rundmaschine - 6 gewöhnliche Druckmaschinen - 2 Doppelmaschinen - 3 Tiegeldruckpressen - 3 Dampfmaschinen - 2 Dynamomaschinen | Beschäftigte: - 1 Faktor, 2 Korrektoren - 34 Setzer, 11 Setzerlehrlinge - 4 Drucker, 2 Druckerlehrlinge - 1 Stereotypengießer - 1 Elektrotechniker - 4 Buchbinder sowie 11 männliche und 8 weibliche Hilfsarbeiter | - Braunschweigische Landeszeitung (1880–1941) - Braunschweiger Stadt-Anzeiger (1886–1906) → Braunschweiger Allgemeiner Anzeiger (1906–1941). - Zeitschrift der Gesellschaft für Niedersächsische Kirchengeschichte (1896–1940). - Wilhelm Blasius: Stürme und moderne Meteorologie. Vier Vorträge gehalten in Braunschweig 1891–1892. 1893, OCLC 903355295. - Richard Bettgenhaeuser: Die Industrieen des Herzogthums Braunschweig. Band 1. 1899, urn:nbn:de:gbv:084-09102711201. - Gustav von Kortzfleisch: Geschichte des Braunschweigischen Infanterie-Regiments Nr. 92 und seiner Stammtruppen 1903 (3 Bände). |
| Zweigstelle Schöppenstedter Buchdruckerei seit März 1890                                                                                     | | |
| - 1 Druckmaschine | - 1 Faktor - 3 Setzer und 1 Lehrling | - Schöppenstedter Zeitung dreimal wöchentlich - Braunschweigische Feuerwehr-Zeitung |

Limbach starb am 3. März 1898 und war mit Adolphine (geb. Ohms, 1833–1898) verheiratet, beide haben auf dem Historischen Magnifriedhof in Braunschweig ihre letzte Ruhestätte. Das Unternehmen Albert Limbach Druck- u. Verlagsgesellschaft mbH u. Co. KG wurde unter seinem Namen weitergeführt.